# Srpski savez elektronskih sportova i esportova
Srpski savez elektronskih sportova i esportova (SESE) je organizacija koja se bavi razvojem i promocijom elektronskih sportova (e-sportova) u Srbiji. 

## Istorija
Srpski savez elektronskih sportova i esportova je osnovan 2008. godine u Beogradu. Bio je jedan od osnivača Internacionalne esport federacije (International Esport Federation) 2009. godine. Zajedničkim radom sa institucijama, doveli su do toga da 2015, a potom i 2017, Ministarstvo omladine i sporta uvrsti esport među sport, odnosno kao granu sporta.

## Aktivnosti
Primarni zadaci uključuju registrovanje igrača iz Srbije, postavljanje standarda u kompetativnom gejmingu i organizaciju lokalnih turnira i nacionalnih takmičenja. Igra ključnu ulogu u priznanju i razvoju esporta na regionalnom i globalnom nivou, sarađujući sa međunarodnim organizacijama. SESE je organizovao brojne događaje i takmičenja tokom godina, uključujući:
- Games.con (2017, 2018, 2019, 2021, 2022, 2023) - Offline LAN na Beogradskom sajmu
- Games.con 2020 - Online
- Nacionalne kvalifikacije za IESF (2014-2024) - Online i LAN finala
- Telenor Arena 5G 2019 - Offline LAN u Naučno-tehnološkom parku, Beograd
- Potter Mania (2018, 2019) - Offline LAN u Domu Omladine, Beograd
- Chibicon (2018, 2019) - Offline LAN u Domu Omladine, Beograd
- CEE2020 - Online
- FIFA 19 UMBRO (Zima 2019) - Offline LAN u Delta Cityju, Beograd
- Fortnite 1v1 Mobile (Samsung Event 2019) - Offline LAN u Delta Cityju, Beograd
- FIFA 20 SportVision Umbro League (Leto 2019) - Offline LAN u različitim trgovačkim centrima u Beogradu
- Hearthstone League 2019 - Online i LAN finale, Beograd
- PES2021 KING OF THE FIELD Merdianbet 2020 - Online
- GIGATRON WINTER BREAK (2020) - Online
- Rockstar Gaming Turnir - 1vs1 CSGO 2020 - Online

## Postignuća
Savez je član Međunarodne esport federacije i do sada su učestvovali na 15 svetskih šampionata. Srbija je trenutno rangirana kao 7. u svetu. SESE je ostvario značajne rezultate na međunarodnoj sceni esportova. Najznačajniji uspesi uključuju:
- IESF 2015 - 1. mesto [4]
- Hearthstone (Miloš Perović) 2015 - 1. mest
- League of Legends (Aleksa Stanković, Aljoša Kovandzić, Jovan Jovanović, Luka Miletić, Atila Dudaš) 2015 - 3. mesto
- Tekken Tag Tournament 2 (Milica Tešić) 2014 - 2. mesto
- League of Legends 2016 - 3. mesto
- League of Legends 2017 - 2. mesto
- Dota 2 2020 - 2. mesto
- Tekken 7 2020 - 5. mesto
- Mediteranske esport igre 2024 Tekken 8 (Ulijana Schwab) - 1. mesto
- Mediteranske esport igre 2024 eFootbal (Marko Roksić) - 3. mesto

## Spoljašnje veze
- Zvanični sajt SESE